# Бабич, Евгений Макарович
Евге́ний Мака́рович Ба́бич (7 января 1921, Москва — 11 июня 1972, Москва) — советский хоккеист, заслуженный мастер спорта СССР (1953).

## Биография
Родился в Москве, в старом доме в Самарском переулке. Отец, Макар Николаевич, и мать, Анна Фёдоровна, увлекались лыжами, были конькобежцами. Старший брат, Николай Бабич, 1916 г. р., был в довоенные годы одним из лучших хоккеистов Советского Союза, неоднократно выступал за сборную Москвы. В 1940 году сыграл 24 игры, забил 6 голов за футбольный клуб «Буревестник» (Москва) (группа «Б»). Сестра, Надежда, выступала долгие годы за команду «Буревестник», которую возглавляла заслуженный мастер спорта Вера Прокофьева. Воспитанник детских команд Союза кооперации и торговли. До карьеры в хоккее с шайбой известен выступлениями в хоккее с мячом. В 1940 году сыграл 2 игры за московский «Буревестник».
С 1941 года в рядах Красной армии. Курсант и преподаватель Горьковского военного училища. В 1946 году Борис Аркадьев увидел Бабича на поле и взял его в дубль армейской команды. За основной состав Бабич сыграл 9 игр, забил 1 гол.
Дважды стал обладателем Кубка СССР по хоккею с мячом (1945 и 1946). Мастер спорта по хоккею с мячом (1945).
Известен Евгений Бабич больше как хоккеист с шайбой. В 1953 году был чемпионом Всемирных зимних студенческих игр, стал заслуженным мастером спорта. В 1954—1957 входил в состав сборной команды СССР. В 1956 году на Олимпийских играх он с командой завоевал первые золотые медали для сборной СССР.
Окончил Военный институт физической культуры и спорта (1957). Подполковник. Член КПСС с 1957 года.
После окончания карьеры несколько лет работал тренером. С 1970 года работал простым инструктором в объединении «Союзспортобеспечение» и, несмотря на сравнительное благополучие, страдал от депрессии, неоднократно высказывал знакомым мысли о самоубийстве. 11 июня 1972 года Евгений Бабич повесился в ванной своей квартиры.
Похоронен в Москве на Головинском кладбище.
Сын Николай (1948—2025) — чрезвычайный и полномочный посол Российской Федерации в Гватемале в 2011—2017 годах.

## Награды
- орден Трудового Красного Знамени (27.04.1957) — «за успехи, достигнутые в деле развития массового физкультурного движения в стране, повышения мастерства советских спортсменов, и успешное выступление на международных соревнованиях»
- орден Красной Звезды (30.12.1956)[3]
- медаль «За оборону Москвы»
- медаль «За боевые заслуги» (17.05.1951)

## Достижения (хоккей)
- Чемпион зимних Олимпийских игр 1956.
- Чемпион мира 1954, 1956.
- Чемпион Европы 1954—1956.
- Серебряный призёр ЧМ 1955, 1957.
- Серебряный призёр ЧЕ 1957.
- Чемпион СССР 1948—1953, 1955, 1956.
- Обладатель Кубка СССР 1952, 1954—1956.

В чемпионатах мира, Европы и Олимпиадах сыграл 27 матчей, забил 6 голов. В чемпионатах СССР провел 170 матчей, забил 143 гола.

## Тренер
- 1953 — старший тренер команды ВВС МВО
- 1957—1959 — тренер ЦСКА по хоккею с мячом
- 1961 — старший тренер ЦСКА
- 1962—1963 — старший тренер СКА (Ленинград)
- 1964—1966 — тренер «Форвертс» Криммичау (ГДР)
- 1969—1970 — старший тренер «Каучука» (Омск)[4]